# Promegantereon ogygia
Il promegantereon (Promegantereon ogygia) è un mammifero carnivoro estinto, appartenente ai felidi. Visse all'inizio del Miocene superiore (Vallesiano-Turoliano, circa 10 – 9 milioni di anni fa) e i suoi resti fossili sono stati ritrovati in Europa occidentale.

## Descrizione
Questo animale doveva avere la taglia di un leopardo, o forse di un puma. Il corpo era piuttosto allungato e ricordava molto quello dei felidi panterini; anche il cranio richiamava quello delle pantere, ma i canini superiori erano più lunghi e leggermente appiattiti lateralmente, mentre la mandibola possedeva il profilo della parte terminale (sinfisi) fortemente verticale. Le zampe anteriori erano particolarmente robuste, così come il pollice, corto e forte. 
Il cranio mostra alcune similitudini con quello del puma: i sinus frontali erano dotati, come nella forma odierna, di alcuni supporti ossei a rinforzo della parte dorsale, e vi era un'espansione caudale notevole.

## Classificazione
Promegantereon è un genere descritto per la prima volta da Miklós Kretzoi nel 1938 per accogliere la specie P. ogygia, precedentemente ascritta al genere Paramachaerodus. In seguito alla classificazione di Kretzoi, però, questa specie venne considerata per lungo tempo appartenente a Paramachaerodus, e solo una revisione del 2010, sulla base di ulteriori reperti fossili eccellenti, ha permesso la riclassificazione nel genere Promegantereon (Salesa et al., 2010a). 
Questo animale era uno dei più antichi rappresentanti delle tigri dai denti a sciabola, e già mostrava alcune caratteristiche che in seguito verranno sviluppate in forme come Smilodon e Megantereon. Rispetto a Paramachaerodus, Promegantereon era ancora sprovvisto dei dentelli lungo i canini superiori, e la forma della mandibola era più primitiva. 
I primi fossili di P. ogygia sono stati scoperti in Germania, ma successivamente vennero ritrovati anche in altre parti d'Europa, come in Italia e soprattutto in Spagna: nel giacimento di Cerro de los Batallones sono stati ritrovati i fossili migliori.

## Paleobiologia
Promegantereon era probabilmente un predatore adatto a un tipo di caccia d'agguato, come la maggior parte dei felidi. Le zampe anteriori robuste indicano che questo animale era più adatto degli odierni panterini a esercitare una forza maggiore, e ciò era probabilmente in relazione con l'evoluzione del metodo di caccia delle tigri dai denti a sciabola, nel quale la rapida uccisione della preda era ottenuta tramite un morso preciso alla gola; le zampe anteriori, quindi, avevano la funzione di immobilizzare immediatamente la preda, diminuendo il rischio di ferite o danni ai canini e riducendo al minimo il dispendio di energie (Salesa et al., 2010b). 
L'espansione caudale dei sinus frontali potrebbe essere stata usata come un isolante termico per il cervello, e potrebbe quindi indicare che Promegantereon vivesse in un ambiente piuttosto aperto; i supporti ossei dei sinus, invece, potrebbero essere collegati agli stress biomeccanici prodotti dalla tecnica di caccia utilizzata dalle tigri dai denti a sciabola. (Siliceo et al., 2011).
Promegantereon condivideva l'ambiente con numerosi altri carnivori, tra cui altri felidi (come il grande Machairodus e il piccolo Pristifelis), lo ienide Protictitherium e l'anficionide Magericyon. Ognuno di questi animali occupava una differente nicchia ecologica.